# Écozone néotropicale : plantes à graines par nom scientifique (B)

## Be

### Ber
- Bergerocactus - fam. Cactacées (Cactus)
  - Bergerocactus emoryi

## Bl

### Blo
- Blossfeldia - fam. Cactacées (Cactus)
  - Blossfeldia liliputana

## Br

### Bra
- Brachycereus - fam. Cactacées
  - Brachycereus nesioticus

- Brasilicereus - fam. Cactacées
  - Brasilicereus markgrafii
  - Brasilicereus phaeacanthus

- Brasilopuntia - fam. Cactacées

- Brassavola - fam. Orchidaceae
  - Brassavola flagellaris
  - Brassavola nodosa
  - Brassavola perrinii

### Bro
- Browningia - fam. Cactacées (Cactus)
  - Browningia caineana
  - Browningia candelaris
  - Browningia chlorocarpa
  - Browningia hertlingiana